# Louis Charbonneau
Louis Henry Charbonneau Jr., född 24 januari 1924 i Detroit, Michigan, död 11 maj 2017 i Lomita, Kalifornien, var en amerikansk författare av science fiction och skrev westernromaner under pseudonymen Carter Travis Young.